# Knopknotsje
Het knopknotsje (Typhula capitata) is een schimmel behorend tot de familie Typhulaceae. Hij leeft saprotroof op gras.

## Verspreiding
In Nederland komt het knopknotsje uiterst zeldzaam voor.